# Lorenzo, figlio di Ampud
Lorenzo, figlio di Ampud (in ungherese Ampod fia Lőrinc; ... – dopo il 1229) fu un nobile ungherese attivo presso la corte di Colomanno, duca di Slavonia.

## Biografia

### Origini
Nato in un momento storico imprecisato, Lorenzo discendeva da un'influente famiglia nobiliare. Il suo nonno paterno era Ampud I, un abile comandante militare attivo come bano di Slavonia e palatino d'Ungheria sotto re Stefano III e Béla III. Lorenzo era uno dei tre figli di Ampud II, che fu ispán del comitato di Szolnok nel 1199, e di una figlia dal nome ignoto del conte Bertoldo III di Andechs, margravio d'Istria. È plausibile che la famiglia facesse parte di quella cerchia di sostenitori del duca Andrea stanziatasi in Croazia e Dalmazia, la quale governò la provincia oltre il fiume Drava come dominio de facto indipendente e che si ribellò costantemente al fratello maggiore, il re Emerico d'Ungheria, durante il regno di quest'ultimo. Per linea materna, Michele era cugino di primo grado di Gertrude di Merania, figlia di Bertoldo IV e sposa di Andrea.
Dei due fratelli summenzionati, entrambi maggiori per età, il primo era Dionigi, uno dei più fedeli confidenti di Andrea fin dagli anni successivi al 1210 e una figura chiave della riforma economica reale. L'altro, Michele, si avvicinò al gruppo aristocratico fedele al duca Béla tra il 1220 e il 1230. Lorenzo non ebbe né mogli né discendenti di cui si abbia notizia.

### Incarichi ricoperti
Lorenzo entrò al servizio del duca Colomanno, secondogenito re Re Andrea, che fu nominato duca di Slavonia nel 1226. Più o meno nello stesso periodo, Lorenzo fu nominato ispán (zupano) del distretto del castello di Gorica, nel comitato di Zagabria, il quale apparteneva al ducato di Colomanno. In una simile veste, Lorenzo commise crimini e atti di prevaricazione (factum potentiale), abusando dei suoi poteri. Di conseguenza, Colomanno decise infine di privarli del suo incarico. I suoi fratelli maggiori, Dionigi e Michele, intervennero in suo favore, chiedendo al duca di riaccoglierlo nelle sue grazie.
L'intervento ebbe successo, poiché Lorenzo fu nominato ispán del distretto del castello di Podgorje, anch'esso nel comitato di Zagabria (corrispondente alle attuali rovine vicino a Draga Svetojanska, in Croazia). Tuttavia, Lorenzo continuò a comportarsi in maniera inappropriata, saccheggiando e devastando ventiquattro insediamenti intorno al forte, convinto di «trovarvi tesori da rubare». Il duca Colomanno ordinò nuovamente di destituirlo dal suo incarico e il tribunale reale di Andrea II confiscò tutti i suoi beni. Grazie ai suoi legami familiari, Lorenzo dovette infine rinunciare a un solo feudo, Lipóc (Kecerovský Lipovec) nel comitato di Sáros (oggi Kecerovský Lipovec, in Slovacchia). Nel 1229, il duca Colomanno vendette questa proprietà terriera (in seguito divenuta castello) e i suoi accessori (ovvero l'esenzione dalle tasse) al suo fedele confidente Demetrio Aba per 1 000 marchi. Non si conoscono ulteriori informazioni in merito a Lorenzo. Lipóc divenne uno dei due possedimenti eponimi del ramo Lipóc della famiglia Aba, che raggiunse il suo apice nella prima metà del XIV secolo, quando Demetrio Nekcsei (o Lipóci) diresse la politica economica dell'Ungheria.